# Proces ministerstw
Proces ministerstw (oficj. proces USA vs. Ernst von Weizsäcker i inni, znany także jako proces Wilhelmstrasse) – jedenasty z 12 procesów norymberskich przeprowadzonych przed amerykańskimi Trybunałami Wojskowymi po zakończeniu głównego procesu zbrodniarzy wojennych przed Międzynarodowym Trybunałem Wojskowym w Norymberdze. Na ławie oskarżonych znaleźli się przedstawiciele różnych ministerstw III Rzeszy. Proces toczył się w dniach 6 stycznia 1948 – 13 kwietnia 1949 (sędziowie potrzebowali aż 5 miesięcy na sporządzenie wyroku wraz z uzasadnieniem, był to więc najdłuższy z procesów norymberskich).

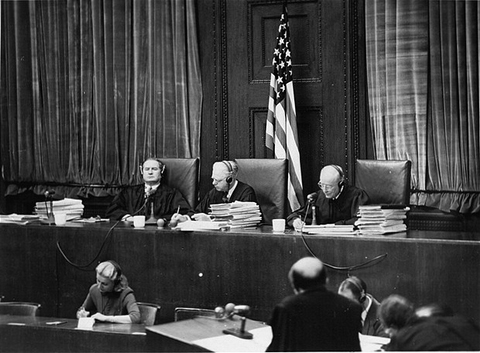
Sędziowie podczas procesu ministerstw

## Sędziowie
Jako przewodniczący funkcję sprawował Amerykanin William C. Christianson, były sędzia Sądu Najwyższego stanu Minnesota, który piastował funkcję sędziego w procesie Flicka. Poza tym do składu sędziowskiego należeli Robert T. Maguire i Leon W. Powers.

## Oskarżeni
Wśród oskarżonych znaleźli się: Walter Schellenberg (SS-Brigadeführer, szef Departamentu SD zajmującego się wywiadem zagranicznym w ramach RSHA, a pod koniec wojny szef także wywiadu wojskowego, po zlikwidowaniu Abwehry), Hans Lammers (szef Kancelarii Rzeszy, faktyczny twórca niemal wszystkich aktów normatywnych wydawanych przez Adolfa Hitlera), Ernst von Weizsäcker i Gustav Adolf Steengracht von Moyland (sekretarz stanu w Ministerstwie Spraw Zagranicznych pod Joachimem von Ribbentropem), Gottlob Berger (szef Głównego Urzędu SS, czyli SS-Hauptamt), hrabia Lutz Schwerin von Krosigk (Minister Finansów Rzeszy), Wilhelm Stuckart (sekretarz stanu w Ministerstwie Spraw Wewnętrznych) czy Edmund Veesenmayer (pełnomocnik Rzeszy na Węgry). Herbert Backe (Minister Rolnictwa), Franz Seldte (Minister pracy i spraw socjalnych), Bernhard Rust (Minister Edukacji, Nauki i Kultury). Sądzeni nie byli: Rust i Backe z powodu popełnienia samobójstwa. Seldte zmarł w amerykańskim szpitalu wojskowym w Fürth, zanim przedstawiono mu akt oskarżenia.

## Zarzuty
Oskarżonym przedstawiono osiem zarzutów, takich jak: dokonanie zbrodni przeciw pokojowi (przez wszczęcie wojny napastniczej z pogwałceniem prawa międzynarodowego), zbrodni wojennych i przeciw ludzkości (przez dopuszczenie się morderstw i maltretowania, a także organizowania pracy przymusowej jeńców wojennych, alianckich żołnierzy oraz ludności cywilnej krajów okupowanych), bezprawne plądrowanie i eksploatacja krajów okupowanych, dyskryminacja Niemców w latach 1933–1939 na gruncie politycznym i rasowym oraz przynależność do organizacji przestępczych (SS i korpus kierowniczy NSDAP).

## Wyrok
Z 21 oskarżonych za winnych uznano 19 (zostali oni skazani na terminowe kary pozbawienia wolności, dodatkowo na ich poczet zaliczono okres przebywania oskarżonych w areszcie przed i w trakcie procesu), a 2 uniewinniono. Kary pozbawienia wolności, i tak bardzo łagodne, zostały w późniejszym czasie jeszcze bardziej skrócone.
Wyrok Amerykańskiego Trybunału Wojskowego w tzw. procesie ministerstw:
1. Gottlob Berger – 25 lat pozbawienia wolności (kara zamieniona na 10 lat pozbawienia wolności w 1951, zwolniony w 1951)
2. Edmund Veesenmayer – 20 lat pozbawienia wolności (kara zamieniona na 10 lat pozbawienia wolności w 1951, zwolniony w 1951)
3. Hans Lammers – 20 lat pozbawienia wolności (kara zamieniona na 10 lat pozbawienia wolności w 1951, zwolniony w 1951)
4. Paul Körner(inne języki) – 15 lat pozbawienia wolności (kara zamieniona na 10 lat pozbawienia wolności w 1951, zwolniony w 1951)
5. Paul Pleiger(inne języki) – 15 lat pozbawienia wolności (kara zamieniona na 10 lat pozbawienia wolności w 1951, zwolniony w 1951)
6. Hans Kehrl(inne języki) – 15 lat pozbawienia wolności (zwolniony w 1951)
7. hrabia Lutz Schwerin von Krosigk – 10 lat pozbawienia wolności (zwolniony w 1951)
8. Wilhelm Keppler(inne języki) – 10 lat pozbawienia wolności (zwolniony w 1951)
9. Ernst von Weizsäcker – 7 lat pozbawienia wolności (kara zamieniona na 5 lat pozbawienia wolności w 1949, zwolniony w 1950)
10. Gustav Adolf Steengracht von Moyland(inne języki) – 7 lat pozbawienia wolności (kara zamieniona na 5 lat pozbawienia wolności w 1949, zwolniony w 1950)
11. Ernst Wörmann – 7 lat pozbawienia wolności (kara zamieniona na 5 lat pozbawienia wolności w 1949, zwolniony w 1951)
12. Richard Walter Darré – 7 lat pozbawienia wolności (zwolniony w 1950)
13. Otto Dietrich – 7 lat pozbawienia wolności (zwolniony w 1950)
14. Karl Raschke – 7 lat pozbawienia wolności
15. Walter Schellenberg – 6 lat pozbawienia wolności
16. Ernst Wilhelm Bohle(inne języki) – 5 lat pozbawienia wolności
17. Emil Johann Puhl(inne języki) – 5 lat pozbawienia wolności
18. Carl Ritter – 4 lata pozbawienia wolności (zwolniony po ogłoszeniu wyroku)
19. Wilhelm Stuckart – zwolniony po ogłoszeniu wyroku, gdyż trybunał uznał iż odsiedział już karę w trakcie przebywania w areszcie przed i w trakcie procesu (w sumie spędził w nim 3 lata i 10 miesięcy)
20. Otto von Erdmannsdorf(inne języki) – uniewinniony
21. Otto Meissner – uniewinniony